# Ivan Manassievitch-Manouïlov
Ivan Fiodorovitch Manassievitch-Manouïlov (Ива́н Фёдорович Манасе́вич-Ману́йлов), né Isaac Todressovitch Manassievitch (Исаак Тодресович Манасевич), le 25 juillet 1869 ou 1871 et mort fusillé en 1918, est un aventurier russe, journaliste, agent secret, agent de l'Okhrana, fonctionnaire d'affectation spéciale du département de la police russe.

## Biographie
Il naît dans la famille d'un petit fonctionnaire juif et après que son père est déporté en Sibérie pour affairisme et escroquerie et y meurt, il est adopté par un marchand sibérien du nom de Fiodor Manouïlov qui lui fait suivre des études secondaires à Omsk. Après avoir hérité des biens du marchand à sa mort, Manassievitch-Manouïlov retourne à Saint-Pétersbourg où il se convertit au luthérianisme, puis muni d'un bon capital devient fonctionnaire. En même temps, il écrit des articles pour des journaux pétersbourgeois, comme Temps nouveaux. Il développe une tendance au luxe et à l'extravagance, se sert de son charme et de ses chantages auprès d'homosexuels fortunés. Il est hébergé à Saint-Pétersbourg dans l'hôtel particulier du prince Vladimir Mechtcherski, homosexuel vieillissant, et propriétaire du journal Le Citoyen, surnommé par Vladimir Soloviev « le prince de Sodome et le citoyen de Gomorrhe », relation qui ne manque pas de faire jaser le tout-Saint-Péterbourg, avant qu'il ne soit remplacé par le journaliste Iossif Kolychko.
En 1890, il devient agent de l'Okhrana et plus tard fait des voyages à l'étranger comme agent de renseignement à Paris et à Rome. Il parle couramment le français et l'allemand et sert en tant que journaliste d'indicateur à Piotr Ratchkovski. En 1902-1903, il est agent d'influence à Paris auprès de la presse. André Biély dans ses Mémoires dépeint des images infernales de la façon dont « Manassiévitch-Manouïlov dansait la valse avec les diables à cornes du cabaret de l'enfer » et comment « lançant des phrases mondaines comme des serpents dans le salon et arrachant tranquillement des accords du piano, tout en nous jetant des regards acérés », il essayait de se faire plaisir en s'attirant la confiance des Merejkovski (qui possédaient un appartement à Paris). En 1904, il organise avec Mikhaïl Komissarov le département d'enquête sur l'espionnage international dans le cadre du département de police, qui est engagé dans le contre-espionnage. Il mène un certain nombre d'actions réussies, notamment l'opposition au Japon pendant la guerre russo-japonaise et l'organisation d'emprunts gouvernementaux en France. Ainsi, il réussit à intercepter certaines des lettres de Motojiro Akashi.
En novembre-décembre 1905, il négocie au nom du comte Witte avec l'ancien prêtre Gapone au sujet de la restauration du Collectif des travailleurs russes de Saint-Pétersbourg, fermé après le « dimanche rouge » du 9 janvier 1905, en échange de quoi Gapone doit faire de l'agitation en soutien du manifeste du 17 octobre. Après l'assassinat de Gapone, en avril 1906, Manassievitch-Manouïlov (sous le pseudonyme du « Masque ») est le premier à publier dans la presse les circonstances de ce crime.
Manassievitch-Manouïlov est mêlé à différentes affaires louches, en conséquence de quoi il est démis de ses fonctions en septembre 1906, tout en échappant à des accusations de détournements de fonds. Il fait jouer de ses relations avec des proches de Raspoutine pour appuyer l'arrivée de Boris Stürmer au poste de président du conseil en janvier 1916. En tant que chef du bureau du premier ministre (depuis février 1916), il fait chanter les banques, profitant de sa position et exigeant des pots-de-vin. Pendant la Première Guerre mondiale, il parvient ainsi à « gagner » 300 000 roubles, somme considérable pour l'époque. Il est pris en flagrant délit lorsque le directeur de la Banque Unie, le comte Vladimir Tatichtchev, et le ministre de l'Intérieur Alexandre Khvostov lui font verser un pot-de-vin de 25 000 roubles en billets marqués, et après son arrestation, Khvostov, grâce aux efforts de Stürmer, est immédiatement démis de ses fonctions de ministre.
En décembre 1916, l'affaire Manassievitch-Manouïlov, qui avait déjà été entendue par un tribunal avec la participation de jurés, est close de manière inattendue et illégale par le ministre de la Justice Nikolaï Dobrovolski, ce qui est un cas sans précédent dans la pratique judiciaire de l'époque.
Il est libéré en février 1917. Après la révolution d'Octobre, il soutient la Tchéka et fait du chantage en son nom. Au début de l'année 1918 (ou à la fin de 1917), il est arrêté pour avoir tenté de traverser la frontière finlandaise et l'avoir fait en possession de faux papiers au nom d'un étranger. Il est fusillé près de Vyborg. « Il affronta la mort avec calme et refusa la dernière cigarette ».

## Témoignages de ses contemporains
L'ambassadeur de France à Saint-Pétersbourg, Maurice Paléologue, déclare qu'il voyait en Manouïlov « un mélange de Panurge, de Casanova, de Gil Blas et de Vidocq. » et le qualifie de faussaire, d'escroc et de débauché, mais « extrêmement sympathique. »
Mikhaïl Bontch-Brouïevitch écrit: « Journaliste de profession, aventurier par vocation ... Manassiévitch-Manouïlov a vécu des aventures incroyables, a commis des escroqueries fantastiques, a fait faillite et s'est enrichi à une vitesse fabuleuse et il n'a été consommé que par une seule passion: le profit. »